# Luzuriageae
Luzuriageae es una tribu de plantas monocotiledóneas perteneciente a la familia de las alstroemeriáceas. Consiste en muy pocas especies de plantas perennes nativas de Sudamérica (Luzuriaga ) y Australia y Nueva Zelanda (Drymophila). Son trepadoras con tallos más o menos leñosos y pueden ser reconocidas por sus hojas dísticas que están giradas en la base por lo que están "boca abajo", y sus flores blancas polisimétricas con tépalos de colores lisos y ovario súpero.  
En sistemas de clasificación modernos como el sistema de clasificación APG III (2009) y el APWeb (2001 en adelante), se ubica a este clado como una tribu anidada dentro de las alstroemeriáceas en sentido amplio. Anteriormente (como en el APG II del 2003) se ubicaba al grupo en su propia familia Luzuriagaceae.

## Filogenia
Alstroemerieae es hermana de Luzuriagaeae. Las dos tribus comparten caracteres vegetativos como el ser enredaderas con hojas retorcidas de forma que la superficie superior durante el desarrollo se vuelve inferior durante la madurez, si bien el ovario es súpero en Alstroemeriaeae. Ambas tribus se hallan emparentadas entre sí (Rudall et al. 2000).  

## Taxonomía
La familia no fue reconocida por el APG III (2009), que ubica a sus géneros en una alstroemeriaceae en sentido amplio, dadas las similitudes morfológicas y filogénéticas entre ambas familias. La familia sí había sido reconocida por el APG II (2003). El APWeb (2001 en adelante) al principio la consideraba separada pero luego decidió seguir los pasos del APG III.
La tribu comprende dos géneros y seis especies. Los géneros, conjuntamente con su publicación válida, distribución y número de especies se listan a continuación:
- Drymophila R.Br., Prodr.: 292 (1810). Este y Sudeste de Australia. Comprende dos especies.
- Luzuriaga Ruiz & Pav., Fl. Peruv. 3: 65 (1802), nom. cons. Nueva Zelanda, Sur-Centro y Sur de Chile, Sur de Argentina hasta las Islas Malvinas. Incluye cuatro especies.